# ウィリアム・ジャーディン (博物学者)

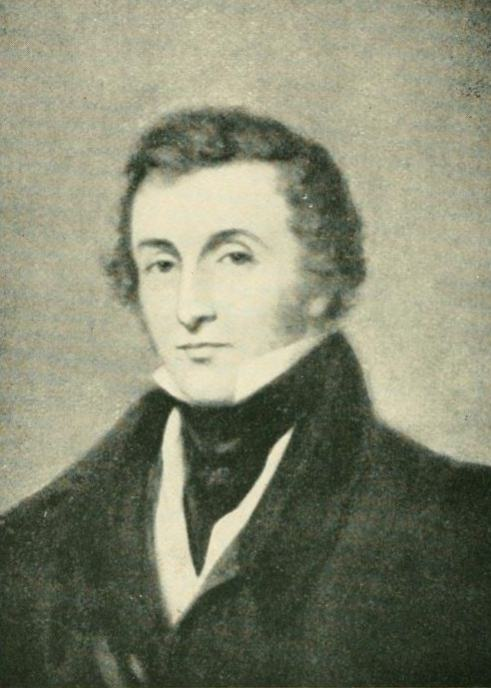
ウィリアム・ジャーディン

アップルガースの第7代準男爵、ウィリアム・ジャーディン（Sir William Jardine, 7th Baronet of Applegarth FRS FRSE FLS FSA、1800年2月23日 - 1874年11月21日）は、スコットランドの博物学者である 。"Naturalist's Library"という博物学書のシリーズを編集したことで知られる。

## 略歴
エディンバラで生まれた。父親はアップルガースの第6代準男爵、アレキサンダー・ジャーディンである。ヨークやエディンバラで教育を受けたあと、エディンバラ大学で医学を学んだ。
25歳になった時、科学者のディヴィッド・ブリュースターの推薦で、エディンバラ王立協会のフェローに選ばれた。
バーウィックシャー自然クラブを友人と設立し、自然科学書の出版を推進するレイ協会の設立に貢献した。釣りや狩猟を熱心に楽しみ、博物学においては鳥類学に熱心であったが、魚類学、植物学、地質学にも取り組み、先祖の屋敷のある地域の魚類に関する著作、"Ichnology of Annandale"　を著した。ジャーディンの個人的な博物館とライブラリーはイギリスで最も優れたものであると評された。
ヴィクトリア朝時代において、博物学への興味がすべての階層に広まるのに、ジャーディンが編集、監修し、義理の兄弟のエディンバラの出版者、ウィリアム・リザース（William Home Lizars）が出版した、40巻におよぶ"Naturalist's Library"のシリーズは貢献した。その内訳は、14巻の鳥類、13巻の哺乳動物、7巻の昆虫、6巻の魚類からなり、一流の博物学者が執筆した。たとえば昆虫についてはジェームズ・ダンカンが執筆し、図版は有名な画家、エドワード・リアも描いた。
ジャーディンが出版に関った書籍には、ギルバート・ホワイトの『セルボーンの博物誌』や、『鳥類学図譜』（"Illustrations of Ornithology"　:1825–1843）やアレクサンダー・ウィルソンの"American Ornithology"の廉価版などがある。
多くの鳥や動物の種を単独、もしくは友人のプリドー・ジョン・セルビーと記載した。
娘の キャサリーン（Catherine Dorcas Maule Jardine）は『鳥類学図譜』の図版を描き、地質学者、鳥類学者のヒュー・エドウィン・ストリックランドと結婚した。

## 著書の図版
The naturalist's library. Conducted by Sir William Jardine

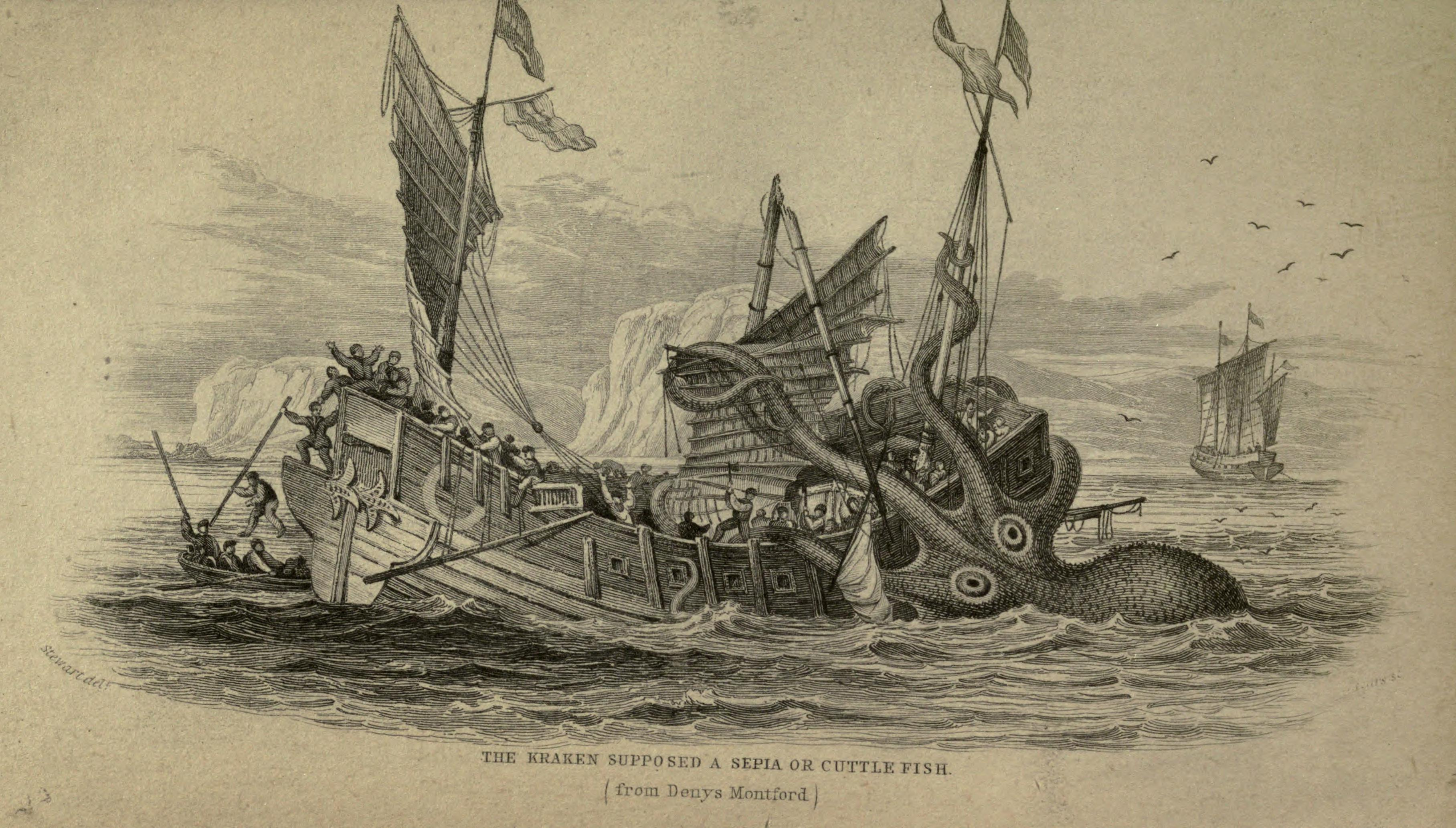
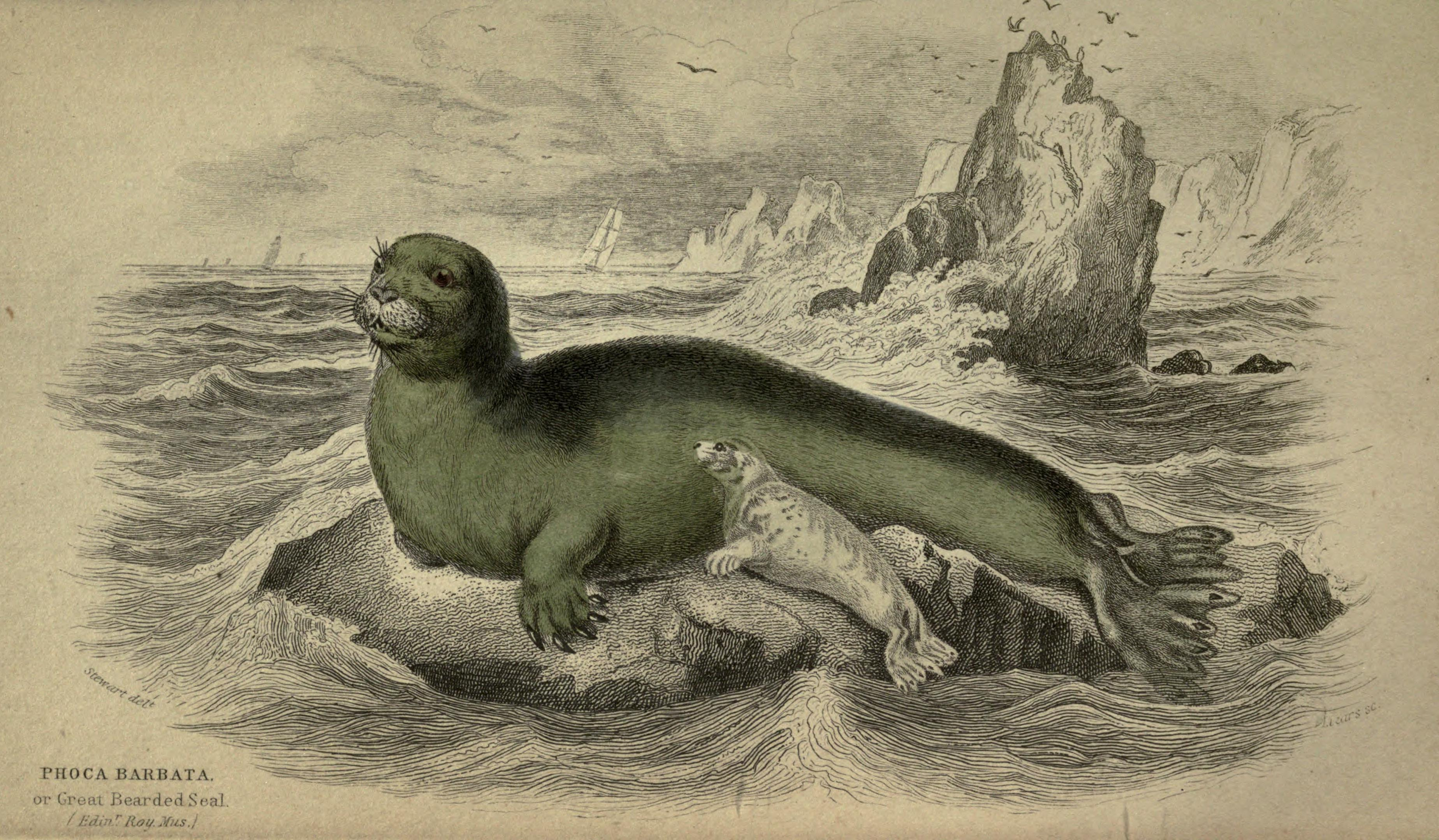
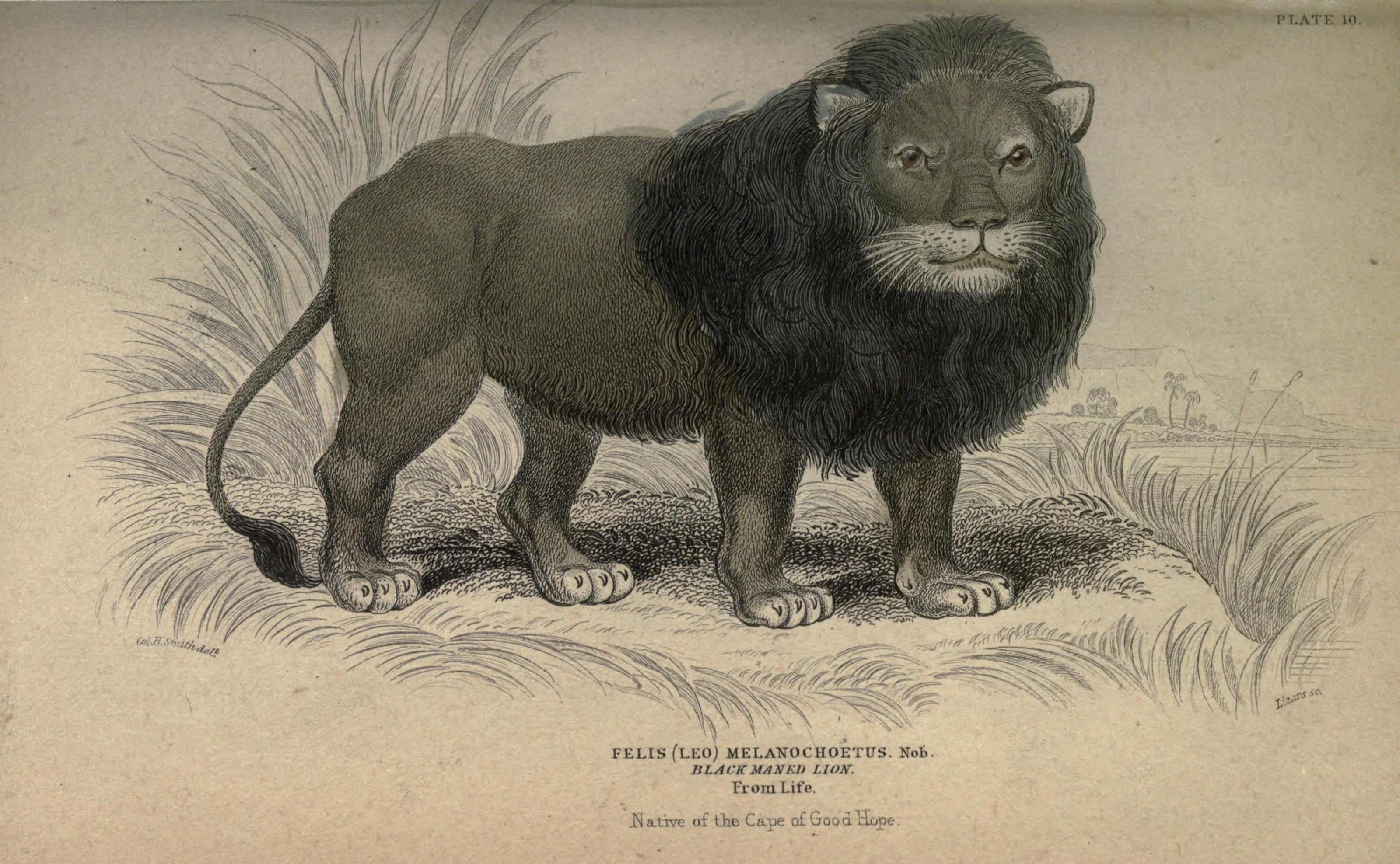